# 1. Fußball- und Sportverein Mainz 05 1963-1964
Questa voce raccoglie le informazioni riguardanti il 1. Fußball- und Sportverein Mainz 05 nelle competizioni ufficiali della stagione 1963-1964.

## Stagione
Nella stagione 1963-1964 il Magonza, allenato da Heinz Baas, concluse il campionato di Regionalliga sudovest al 4º posto.

## Rosa
| N. |                     | Ruolo | Calciatore      |
| -- | ------------------- | ----- | --------------- |
|    | Germania (bandiera) | P     | Kurt Planitzer  |
|    | Germania (bandiera) | D     | Gerhard Görlach |
|    | Germania (bandiera) | D     | Norbert Liebeck |
|    | Germania (bandiera) | D     | Helmut Müllges  |
|    | Germania (bandiera) | C     | Toni Burghardt  |
|    | Germania (bandiera) | C     | Günter Dutiné   |
|    | Germania (bandiera) | C     | Horst Schuch    |

| N. |                     | Ruolo | Calciatore       |
| -- | ------------------- | ----- | ---------------- |
|    | Germania (bandiera) | C     | Carlo Storck     |
|    | Germania (bandiera) | C     | Manfred Zimmer   |
|    | Germania (bandiera) | A     | Erwin Bader      |
|    | Germania (bandiera) | A     | Vincenz Fuchs    |
|    | Germania (bandiera) | A     | Manfred Nehren   |
|    | Germania (bandiera) | A     | Albert Neunecker |
|    | Germania (bandiera) | A     | Kurt Sauer       |

## Organigramma societario
Area tecnica
- Allenatore: Heinz Baas
- Allenatore in seconda:
- Preparatore dei portieri:
- Preparatori atletici:
- Analisi video:

## Calciomercato

### Sessione estiva
| Acquisti | Acquisti       | Acquisti            | Acquisti |
| R.       | Nome           | da                  | Modalità |
| -------- | -------------- | ------------------- | -------- |
| C        | Günter Dutiné  | Vikt. Aschaffenburg |          |
| P        | Kurt Planitzer | FVgg. Kastel 06     |          |

| Cessioni | Cessioni            | Cessioni       | Cessioni |
| R.       | Nome                | a              | Modalità |
| -------- | ------------------- | -------------- | -------- |
| P        | Horst-Dieter Strich | Kaiserslautern |          |

## Risultati

### Regionalliga

#### Girone di andata
| 4 agosto 1963 1ª giornata | Magonza | 3 – 1 | Phönix Bellheim |  |

| 11 agosto 1963 2ª giornata | Saar 05 | 5 – 1 | Magonza |  |

| 18 agosto 1963 3ª giornata | Magonza | 2 – 4 | Eintracht Treviri |  |

| 25 agosto 1963 4ª giornata | Frankenthal | 0 – 1 | Magonza |  |

| 1º settembre 1963 5ª giornata | Magonza | 1 – 0 | Röchling Völklingen |  |

| 8 settembre 1963 6ª giornata | Phönix Ludwigshafen | 1 – 0 | Magonza |  |

| 15 settembre 1963 7ª giornata | Magonza | 4 – 1 | Weisenau |  |

| 22 settembre 1963 8ª giornata | Oppau | 2 – 2 | Magonza |  |

| 6 ottobre 1963 9ª giornata | Magonza | 2 – 1 | VfR K'lautern |  |

| 13 ottobre 1963 10ª giornata | Neuendorf | 0 – 3 | Magonza |  |

| 20 ottobre 1963 11ª giornata | Magonza | 2 – 4 | Wormatia Worms |  |

| 27 ottobre 1963 12ª giornata | Ludwigshafener SC | 2 – 4 | Magonza |  |

| 3 novembre 1963 13ª giornata | Tura Ludwigshafen | 2 – 2 | Magonza |  |

| 10 novembre 1963 14ª giornata | Magonza | 6 – 1 | Niederlahnstein |  |

| 17 novembre 1963 15ª giornata | Magonza | 3 – 1 | Landau |  |

| 24 novembre 1963 16ª giornata | Borussia Neunkirchen | 1 – 1 | Magonza |  |

| 1º dicembre 1963 17ª giornata | Magonza | 2 – 0 | Sportfreunde 05 Saarbrücken |  |

| 8 dicembre 1963 18ª giornata | Pirmasens | 4 – 1 | Magonza |  |

| 15 dicembre 1963 19ª giornata | Magonza | 7 – 1 | TSC Zweibrücken |  |

#### Girone di ritorno
| 29 dicembre 1963 20ª giornata | Phönix Bellheim | 3 – 1 | Magonza |  |

| 5 gennaio 1964 21ª giornata | Magonza | 0 – 0 | Saar 05 |  |

| 12 gennaio 1964 22ª giornata | Eintracht Treviri | 1 – 1 | Magonza |  |

| 19 gennaio 1964 23ª giornata | Magonza | 5 – 0 | Frankenthal |  |

| 26 gennaio 1964 24ª giornata | Röchling Völklingen | 1 – 1 | Magonza |  |

| 2 febbraio 1964 25ª giornata | Magonza | 1 – 1 | Phönix Ludwigshafen |  |

| 9 febbraio 1964 26ª giornata | Weisenau | 0 – 2 | Magonza |  |

| 16 febbraio 1964 27ª giornata | Magonza | 2 – 0 | Oppau |  |

| 23 febbraio 1964 28ª giornata | VfR K'lautern | 2 – 0 | Magonza |  |

| 1º marzo 1964 29ª giornata | Magonza | 3 – 0 | Neuendorf |  |

| 8 marzo 1964 30ª giornata | Wormatia Worms | 2 – 1 | Magonza |  |

| 15 marzo 1964 31ª giornata | Magonza | 1 – 1 | Ludwigshafener SC |  |

| 22 marzo 1964 32ª giornata | Magonza | 2 – 0 | Tura Ludwigshafen |  |

| 29 marzo 1964 33ª giornata | Niederlahnstein | 2 – 5 | Magonza |  |

| 5 aprile 1964 34ª giornata | Landau | 1 – 3 | Magonza |  |

| 12 aprile 1964 35ª giornata | Magonza | 0 – 2 | Borussia Neunkirchen |  |

| 19 aprile 1964 36ª giornata | Sportfreunde 05 Saarbrücken | 2 – 1 | Magonza |  |

| 26 aprile 1964 37ª giornata | Magonza | 1 – 5 | Pirmasens |  |

| 3 maggio 1964 38ª giornata | TSC Zweibrücken | 1 – 2 | Magonza |  |

## Statistiche

### Statistiche di squadra
| Competizione          | Punti | In casa | In casa | In casa | In casa | In casa | In casa | In trasferta | In trasferta | In trasferta | In trasferta | In trasferta | In trasferta | Totale | Totale | Totale | Totale | Totale | Totale | DR  |
| Competizione          | Punti | G       | V       | N       | P       | Gf      | Gs      | G            | V            | N            | P            | Gf           | Gs           | G      | V      | N      | P      | Gf     | Gs     | DR  |
| --------------------- | ----- | ------- | ------- | ------- | ------- | ------- | ------- | ------------ | ------------ | ------------ | ------------ | ------------ | ------------ | ------ | ------ | ------ | ------ | ------ | ------ | --- |
| Regionalliga sudovest | 46    | 19      | 12      | 3       | 4       | 47      | 23      | 19           | 7            | 5            | 7            | 32           | 32           | 38     | 19     | 8      | 11     | 79     | 55     | +24 |
| Totale                | 46    | 19      | 12      | 3       | 4       | 47      | 23      | 19           | 7            | 5            | 7            | 32           | 32           | 38     | 19     | 8      | 11     | 79     | 55     | +24 |

### Andamento in campionato
| Giornata  | 1 | 2  | 3  | 4  | 5 | 6  | 7 | 8 | 9 | 10 | 11 | 12 | 13 | 14 | 15 | 16 | 17 | 18 | 19 | 20 | 21 | 22 | 23 | 24 | 25 | 26 | 27 | 28 | 29 | 30 | 31 | 32 | 33 | 34 | 35 | 36 | 37 | 38 |
| --------- | - | -- | -- | -- | - | -- | - | - | - | -- | -- | -- | -- | -- | -- | -- | -- | -- | -- | -- | -- | -- | -- | -- | -- | -- | -- | -- | -- | -- | -- | -- | -- | -- | -- | -- | -- | -- |
| Luogo     | C | T  | C  | T  | C | T  | C | T | C | T  | C  | T  | T  | C  | C  | T  | C  | T  | C  | T  | C  | T  | C  | T  | C  | T  | C  | T  | C  | T  | C  | C  | T  | T  | C  | T  | C  | T  |
| Risultato | V | P  | P  | V  | V | P  | V | N | V | V  | P  | V  | N  | V  | V  | N  | V  | P  | V  | P  | N  | N  | V  | N  | N  | V  | V  | P  | V  | P  | N  | V  | V  | V  | P  | P  | P  | V  |
| Posizione | 2 | 11 | 14 | 11 | 8 | 10 | 8 | 8 | 5 | 5  | 6  | 5  | 6  | 6  | 6  | 5  | 5  | 5  | 4  | 5  | 5  | 5  | 4  | 4  | 4  | 4  | 4  | 4  | 4  | 4  | 4  | 4  | 4  | 4  | 4  | 4  | 4  | 4  |

Legenda:

Luogo: C = Casa; T = Trasferta. Risultato: V = Vittoria; N = Pareggio; P = Sconfitta.